# Az ECOWAS gambiai katonai beavatkozása
Gambia megszállása, vagy más néven Gambiai háború, egy 2017. január 19. és 20. nemzetközi konfliktus volt Gambiában, ám a harcok még folytatódhatnak. A konfliktus a 2016. december 1-én megtartott elnökválasztás miatt éleződött ki és mivel az ország jelenlegi elnöke Yahya Jammeh nem volt hajlandó átadni a hatalmat a nyertes Adama Barrow-nak az EWOCAS csapatai 2017. január 19-én benyomultak Gambiába. Másnap a hadműveleteket felfüggesztették mivel a híresztelések szerint Jammeh hajlandó diplomáciai úton rendezni a helyzetet.